# Деверс (Техас)
Деверс (англ. Devers) — місто (англ. city) в США, в окрузі Ліберті штату Техас. Населення — 361 особа (2020).

## Географія
Деверс розташований за координатами 30°1′43″ пн. ш. 94°35′9″ зх. д. / 30.02861° пн. ш. 94.58583° зх. д. (30.028699, -94.585972).  За даними Бюро перепису населення США в 2010 році місто мало площу 4,82 км², уся площа — суходіл.

## Демографія
Згідно з переписом 2010 року, у місті мешкало 447 осіб у 159 домогосподарствах у складі 120 родин. Густота населення становила 93 особи/км².  Було 167 помешкань (35/км²).
Расовий склад населення:
| - 76,7 % — білих - 7,8 % — чорних або афроамериканців - 0,2 % — корінних американців - 12,1 % — осіб інших рас |

До двох чи більше рас належало 3,1 %. Частка іспаномовних становила 22,8 % від усіх жителів.
За віковим діапазоном населення розподілялося таким чином: 28,0 % — особи молодші 18 років, 57,7 % — особи у віці 18—64 років, 14,3 % — особи у віці 65 років та старші. Медіана віку мешканця становила 39,6 року. На 100 осіб жіночої статі у місті припадало 96,1 чоловіків;  на 100 жінок у віці від 18 років та старших — 94,0 чоловіків також старших 18 років.
Середній дохід на одне домашнє господарство  становив 60 223 долари США (медіана — 46 607), а середній дохід на одну сім'ю — 67 903 долари (медіана — 51 250). За межею бідності перебувало 11,1 % осіб, у тому числі 6,6 % дітей у віці до 18 років та 8,2 % осіб у віці 65 років та старших.
Цивільне працевлаштоване населення становило 159 осіб. Основні галузі зайнятості: виробництво — 19,5 %, освіта, охорона здоров'я та соціальна допомога — 19,5 %, фінанси, страхування та нерухомість — 8,8 %, науковці, спеціалісти, менеджери — 8,2 %.